# Hennaya
Hennaya är en ort i Algeriet.   Den ligger i provinsen Tlemcen, i den nordvästra delen av landet, 400 km sydväst om huvudstaden Alger. Hennaya ligger 430 meter över havet och antalet invånare är 41 959.
Terrängen runt Hennaya är platt åt nordväst, men åt sydost är den kuperad.Runt Hennaya är det ganska tätbefolkat, med 96 invånare per kvadratkilometer. Närmaste större samhälle är Tlemcen, 9,4 km sydost om Hennaya. Trakten runt Hennaya består till största delen av jordbruksmark.